# Oren Lavie
Oren Lavie (en hebreo: אורן לביא)(nacido 1976 en Tel Aviv) es un cantante, compositor, guionista, y director de teatro israelí.
Tras dar sus primeros pasos artísticos en Israel, Oren prosiguió su formación en la "London Academy of Music and Dramatic Art". En el año 2001 viajó a New York donde escribió algunas de sus canciones; tras viajar a Berlín en el año 2003 comenzó a grabar esas composiciones, proceso que cristalizó con la grabación de su primer álbum The opposite side of the sea, que completó en el año 2006 y grabó entre enero y febrero de 2007.
En el año 2009 adquiere cierta relevancia a través del video musical para la canción Her Morning Elegance, vídeo dirigido por él mismo y realizado con la técnica de la animación en volumen por la cual él intenta mostrar la verosimilitud a un sueño, ya que "es gente, pero no se está moviendo por sí sola, sin embargo, parece que nadie los detiene".

## Biografía
La infancia y adolescencia de Oren transcurrieron en Tel Aviv. Siempre se mostró reacio a aprender piano de la manera tradicional, por lo que se volvió autodidacta en ese instrumento. Su obra literaria (comenzada con composiciones a corta edad) fue por primera vez reconocida de manera nacional en 1997, cuando recibió los premios principales en el Acco Festival of Alternative Israeli Theatre por su obra Sticks and Wheels. Fue en ese mismo año que se trasladó hasta Londres para estudiar dirección teatral en la London Academy of Music and Dramatic Art (LAMDA).
Ya en la capital inglesa, donde vivía en un ático pequeño en el que lo primero que hizo fue rentar un piano, estrenó dos nuevas obras: Lighting the Day (1999) y Bridges and Harmonies (2000). Ambas presentaron una pérdida en el ámbito financiero (como diría Oren posteriormente) y cada una fue recibida de distinta manera por la crítica, si bien "se reconoce una gran diferencia entre las dos" (como diría Ian Shuttleworth) entre el Lavie que muestra su relación con la musa de la primera puesta en escena y el que recurre a otras expresiones artísticas sin exhibir tanto a la materia prima en su segunda dirección.

(...)Decidí abandonar la ciudad, temiendo que me dieran un tiro por presentar una tercera obra.

En el 2001 se mudó a Nueva York. Allí, mantenerse en pie no le fue fácil: debió abandonar temporalmente varias de sus pasiones porque rondaba constantemente distintos trabajos para poder sustentarse, por lo que se fue puntualizando gradualmente a la composición de canciones, una manera de escribir más accesible para sus horarios, y dio varios talleres sobre sus obras. Entonces fue que empezó a incorporar la guitarra en vez de su piano, el cual ocupaba más espacio del que realmente tenía.
Al poco tiempo, en el 2003, eligió moverse de sitio y escogió a Berlín, lo que consideró como un verdadero exilio ya que no sabía ni una palabra en alemán y no conocía a nadie, exceptuando a su amigo que tenía un estudio musical y le había servido de contacto para establecerse en la ciudad. En ese mismo año, emprendió la producción y la grabación de su primer álbum.

Después de Londres y Nueva York, Berlín era lenta, una ciudad perezosa sin grandes ambiciones. Era un lugar en donde podías dormir hasta las 2 de la tarde sin sentirte mal por eso. (...) Pero eso -refiriéndose a la soledad y tranquilidad que vivía- me dejaba concentrarme en mi trabajo. Era un plácido exilio.

The Opposite Side of the Sea (su disco debut) tardó al menos cuatro años en terminarse, se publicó en febrero del 2007 para Europa y en marzo del 2009 para los Estados Unidos. El compacto se había forjado en su departamento de Berlín (improvisó una pequeña sala de grabación en él) de donde pasó a un estudio de Suecia para ser producido. En esta obra, se destaca la suavidad y armonía de todos los instrumentos, tan suavemente empleados como la voz. La crítica lo recibió (en su mayor parte) con los brazos abiertos, sin dudas que por su singularidad en el ámbito musical. Distintos grupos periodísticos, páginas de Internet y revistas publicaron las repercusiones que el disco había logrado. El claro ejemplo es la reseña que otorga Amazon UK: "Una obra maestra. (...) Una de las primeras cosas que merece atención es la carga artística de las letras".

The Opposite Side of the Sea se compone por once temas, de los cuales Her Morning Elegance, A Dream Within a Dream, Locked in a Room y Blue Smile son los más famosos. El primero de estos anteriormente mencionados, fue el que gozó de más reputación gracias a su aparición en distintos comerciales y el desarrollo de un vídeo para la canción. Este último (estrenado en el 2009), dirigido por el mismo Oren (acompañado en esa tarea por Yuval y Merav Nathan, también animadores) y producido por Michal Dayan, refleja en animación en volumen la historia de antes de despertar de una mujer (interpretada por Shir Shomron, una actriz y modelo israelita) desde la misma cama donde aparece también el compositor. Eyal Landesman fue el fotógrafo encargado de realizar cada una de las fotografías requeridas para la animación, las que fueron 2096 (y que se mostraron por primera vez por separado en el 2010 alrededor de todo el mundo) y de las que actualmente se pueden conseguir copias autentificadas en una página creada para su comercio. La captación de las escenas tomó 48 horas, en las que no descansaron.
En diciembre del 2009, el vídeo de Her Morning Elegance fue nominado a un Grammy por "Mejor Video musical Corto" y en el 2010, para el mismo premio, por "Mejor Video musical". También se le reconoció en el festival de Cannes, L.A. Festival, Hors Pistes 2010 contemporary film festival de París, Stuttgart Festival of Animated Film (del que resultó ganador), Vienna Independent Shorts, Asif (del que también resultó ganador), de la VIEDRAM FESTIVAL ROME y ANIMATOR 2010 de Ponzan. Además, el vídeo fue colgado en Youtube ni bien se terminó y lleva más de 19 millones de reproducciones.
Lavie ha manifestado tener más proyectos para el futuro.

(...)Una buena canción es leal a la creencia de un artista en el momento. La canción continuará siendo buena aunque la creencia del artista haya cambiado.

## Teatro
- 1997 - Sticks and Wheels (Palos y Ruedas) - Première: Acco Festival, Israel.
- 1999 - Lighting the Day (Iluminando al Día) - Première: Bridewell Theatre, London Stage Company.
- 2000 - Bridges and Harmonies (Puentes y Armonías) - Première: Bridewell Theatre, London Stage Company.

Otras
- 2006 - The Empty Princess (en alemán: Die Prinzessin mit dem Loch im Bauch y en español: La Princesa Vacía) - Première: 2007-05-25 en el Staatstheater Oldenburg.

## Discografía
- 2007 - The Opposite Side of the Sea
  - Listado de temas:
    - Her Morning Elegance
    - The Man who isn't There
    - The Opposite Side of the Sea
    - Locked in a Room
    - Ruby Rises
    - A Dream within a Dream
    - Trouble Don't Rhyme
    - A short Goodbye
    - Don't Let Your Hair grow too Long
    - Blue Smile
    - Quarter Past Wonderful

Singles
- 2008 - "A Dance 'Round the Memory Tree", creado para el soundtrack de Las crónicas de Narnia: el príncipe Caspian.

- 2012 - Cover de "4th Time Around" de Bob Dylan para el álbum compilatorio y a caridad de la Amnesty Internacional llamado: "Chimes of Freedom: Songs of Bob Dylan Honoring 50 Years of Amnesty International".